# Jonathan Spence
Jonathan Dermot Spence CMG (11 de agosto de 1936 - 25 de dezembro de 2021) foi um historiador, sinólogo e escritor norte-americano.

## Vida
Spence nasceu na Inglaterra e se especializou em história chinesa, com ênfase na dinastia Qing. Ele foi Sterling Professor de História na Yale University de 1993 a 2008. Seu livro The Search for Modern China, uma pesquisa dos últimos cem anos da história chinesa, era referência para seu curso em Yale.
Spence também foi revisor e ensaísta.

## Publicações

### Livros
- The Search for Modern China (1990; 2ª edição, 1999; 3ª edição 2013)[2]
- Tsʻao Yin and the Kʻang-hsi Emperor: bondservant and master (1966)[3]
- To Change China: Western Advisers in China, 1620–1960 (Boston, Little Brown, 1969).[4]
- Emperor of China: Self-Portrait of K'ang-Hsi (1974)[5]
- The Death of Woman Wang (1978). História situada em Tancheng do século XVII. ISBN 014005121X[6]
- The Memory Palace of Matteo Ricci (1984)[7]
- The Question of Hu (Nova York: Knopf, 1987 ISBN 978-0-394-57190-4). Biografia de John Hu 胡若望, chinês do século XVIII que foi para a França com Jean-François Foucquet.[8]
- Chinese Roundabout: Essays on History and Culture[9]
- The Gate of Heavenly Peace: The Chinese and Their Revolution 1895–1980 (1982)[10]
- The Chan's Great Continent: China in Western Minds[11]
- God's Chinese Son (Nova York: Norton, 1996 ISBN 978-0-393-03844-6). Biografia de Hong Xiuchuan, líder da Rebelião Taiping.[12]
- Mao Zedong. Col: Penguin Lives. Nova York: Viking Press. 1999. ISBN 978-0-670-88669-2. OCLC 41641238
  - John F. Burns (6 de fevereiro de 2000). «Methods of the Great Leader». The New York Times[13]
- Treason by the Book (2001) ISBN 0-14-102779-7[14][15]
- Return to Dragon Mountain: Memories of a Late Ming Man (2007) Viking, 332 páginas. ISBN 978-0-670-06357-4

### Resenhas de livros
- "The Dream of Catholic China" The New York Review of Books 54/11 (28 de junho de 2007): 22–24 [avaliações de Liam Matthew Brockey, Journey to the East: the Jesuit Mission to China, 1579–1724][16]